# Jaroslav Rudiš
Jaroslav Rudiš, né le 8 juin 1972 à Turnov, est un romancier, dramaturge et scénariste tchèque, d'expression tchèque et allemande.

## Biographie
Il grandit à Lomnice nad Popelkou et suit ses études secondaires au lycée de Turnov. Il étudie l'allemand, l'histoire et le journalisme à Liberec, Zurich et Prague avant de venir à Berlin grâce à une bourse de journalisme. C'est à Berlin qu'il rédige son premier roman, Der Himmel unter Berlin (Nebe pod Berlínem, 2002). Pour ce livre, il reçoit le prix Jiří-Orten en 2002.
Il a été rédacteur culturel pour le quotidien Právo et vit depuis 2006 à Prague comme écrivain et journaliste indépendant.
En septembre 2006, son deuxième roman Grandhotel est publié par la maison d'édition praguoise Labyrint ; dans le même temps, sa version cinématographique, dans laquelle Rudiš tient un rôle secondaire, sort dans les cinémas tchèques et est projetée à la Berlinale. La traduction allemande de Grandhotel sort en librairie début décembre 2008. En 2007, son troisième roman intitulé Potichu (Le Silence) reçoit un accueil favorable de la critique tchèque.
L'auteur travaille également pour le théâtre ; avec Petr Pýcha, il écrit plusieurs pièces, jouées entre autres à Prague et Ústí nad Labem. Rudiš écrit également en allemand ; avec l'écrivain de Leipzig Martin Becker, il écrit la pièce radiophonique Lost in Praha, diffusée le 1er avril 2008 sur la Westdeutscher Rundfunk Köln. En outre, les deux auteurs ont écrit un livret pour un opéra sur l'année 1968, également créé à Prague et à Berlin en 2008.
Rudiš est aussi connu pour le personnage de bande dessinée Alois Nebel qu'il a créé avec le chanteur de rock et dessinateur tchèque Jaromír Švejdík (cs). En plus des bandes dessinées hebdomadaires, une BD complète est disponible en anglais. Une traduction allemande est réalisée en 2012. Avec Jaromír Švejdík et son éditeur Joachim Dvořák, Rudiš fonde en 2007 le groupe The Bombers dont le premier CD sort en République tchèque.
Les œuvres de Rudiš sont traduites en allemand, français, anglais, néerlandais, espagnol, polonais et finnois.

## Distinctions
Fin 2007, Rudiš est élu comme l'une des trente personnalités les plus importantes de la République tchèque. En 2014, il reçoit le prix international de littérature Usedom. En 2018, il reçoit le Preis der Literaturhäuser (de) et en 2019 le Prix Chamisso/Hellerau. Son roman de 2019, Winterbergs letzte Reise est nommé à la Foire du livre de Leipzig dans la catégorie Fiction. Pour sa contribution à la compréhension entre Tchèques et Allemands, il reçoit l'Ordre du Mérite de la République fédérale d'Allemagne des mains du président fédéral Frank-Walter Steinmeier.  En 2021, il reçoit la bourse Haller Comburg. Il est récipiendaire du prix Karel Čapek en 2022.

## Œuvres (liste non exhaustive)

### Romans et autres œuvres en prose
- Nebe pod Berlínem, 2002
- Grandhotel, 2006
- Alois Nebel avec Jaromír Švejdík, 2006
- Bílý potok (2003), Hlavní nádraží (2004), Zlaté Hory (2005)
- Potichu, 2007
- Alois Nebel. Na trati, 2008
- Konec punku v Helsinkách,2010
- Národní třída, 2013
- Der Besuch  von Herrn Horváth, 2018
- Winterbergs letzte Reise, Luchterhand, Munich, 2019
- Gebrauchsanweisung fürs Zugreisen, Piper, München 2021

### Pièces de théâtre, pièces radiophoniques, opéra, bandes dessinées
- Der Himmel unter Berlin, première diffusion 2005
- Alois Nebel avec Jaromír Švejdík, première diffusion 2005
- Léto v Laponsku avec Petr Pýcha, première diffusion 2006
- Strange Love avec Petr Pýcha, première diffusion 2007
- Lost in Praha avec Martin Becker, première diffusion 2008
- 1968 Opera avec Martin Becker, première diffusion 2008
- Plattenbaucowboys avec Martin Becker, pièce radiophonique, WDR, 2011
- Das Schloss. Ein szenisches Konzert avec le Kafka Band, d'après le roman de Franz Kafka, représenté au Theater Bremen, septembre 2015
- Grandhotel, pièce radiophonoique, LOhrBär-Verlag, Regensburg, 2017
- Böhmisches Paradies, représenté à Bautzen, février 2019
- Nachtgestalten, avec Nicolas Mahler, Luchterhand, Munich, 2021